# Muscisaxicola albilora
Muscisaxicola albilora е вид птица от семейство Tyrannidae.

## Разпространение
Видът е разпространен в Аржентина, Боливия, Еквадор, Колумбия, Перу, Фолкландски острови и Чили.